# Gada Gassade
Gada Gassade est une localité du Cameroun située dans l'arrondissement de Bogo, le département du Diamaré et la région de l’Extrême-Nord. 

## Population
Lors du recensement de 2005, on y a dénombré 24 personnes.